# Бой за Гродно (1939)
Бой за Гро́дно — боестолкновения в Гродно 20—22 сентября 1939 года в ходе Польского похода РККА между подразделениями польских войск, жандармерии и ополчением и подвижными передовыми группами РККА. Оборону города осуществляли польские отряды, которыми официально руководил генерал Вацлав Пшезьдзецкий, а фактически — заместитель коменданта города Роман Савицкий и майор Бенедикт Серафин. Наступление на город вели подразделения конно-механизированной группы под командованием комкора И. В. Болдина и танковый батальон майора Ф. И. Квитко.

## Попытка коммунистического восстания
17 сентября, при известии о наступлении частей Красной Армии, в городе была осуществлена попытка восстания под руководством комитета компартии во главе с Ф. С. Пестраком. Восставшие ворвались в тюрьму и выпустили заключённых, но вмешавшаяся полиция разогнала восставших и вернула заключённых обратно в камеры. При подавлении восстания погибло 26 человек.

## Подготовка к обороне
Польское командование начало подготовку города к обороне — обучение добровольцев и копание рвов. В его распоряжении имелись 2 батальона и штурмовая рота запасного центра 29-й пехотной дивизии, 31-й караульный батальон, 5 взводов артиллерии (5 орудий), 2 зенитно-пулемётные роты, двухбатальонный отряд полковника Ж. Блюмского, батальон национальной обороны «Поставы», спешенный 32-й дивизион Подляской кавбригады, значительное число жандармерии и полиции. Общая численность — 2-2,5 тысячи человек.

## Бои за Гродно

Наступление РККА на Гродно

20 сентября к часу дня подвижный отряд 27-й легкотанковой бригады в составе 50 танков подошёл к южной окраине Гродно. Танкисты с ходу атаковали противника. Первым на штурм Гродно пошёл разведывательный батальон 27-й лтбр в составе 12 танков и одного бронеавтомобиля. Несколько позже к нему присоединился сводный отряд: 1-й (17 танков) и 2-й (19 танков) танковые батальоны. К 7 часам вечера к городу подошли два батальона 119-го сп. К вечеру атакующие заняли южную часть города, выйдя к берегу Немана. Мосты через Неман были разобраны. Нескольким танкам удалось по мосту прорваться на северный берег в центр города, но без поддержки пехоты их пришлось отвести обратно. Несколько из них были подожжены бутылками с зажигательной смесью. К исходу дня к городу подошли мотоотряд 4-й стрелковой дивизии и батальоны 20-й мсбр.
В ночь на 21 сентября группа младшего лейтенанта Шайхуддинова при помощи местных рабочих на лодках переправилась на правый берег Немана в 2 км восточнее города. В ходе ночного боя части 119-го полка закрепились на правом берегу и вышли на подступы к восточной окраине города.
К утру 21 сентября подошел мотоотряд 16-го стрелкового корпуса и два батальона 101-го сп, который также переправился на правый берег и развернулся севернее сил 119-го полка. К 6 часам 21 сентября батальоны, несмотря на контратаки поляков, вышли на линию железной дороги, а к 14 часам достигли центра Гродно. Однако к вечеру были вновь отведены на окраину.
В ходе боёв 21 сентября 20-я мотобригада смогла занять юго-западную окраину города, но переправиться через Неман не сумела из-за сильного ружейно-пулемётного огня с противоположного берега. К вечеру к городу подошла 4-я кавдивизия и было решено с утра 22 сентября повторить атаку. Но командующий польской обороной бригадный генерал в отставке В. Я. Пшезьджецкий в конце дня 21 сентября приказал оставшимся силам отходить на север в направлении Сопоцкин-Сувалки.

## Взятие города
22 сентября последние польские войска покинули город, контроль над которым перешёл к советским войскам. Бои продолжались только на отдельных участках.

## Потери сторон
Согласно советским источникам, советские войска потеряли в ходе боя за город 57 убитыми, 159 ранеными; были подбиты 19 танков (из них потери 27-й лтбр: два сгоревших и 12 подбитых БТ-7) и четыре бронемашины. Польская сторона потеряла 644 убитыми и 1543 пленными (58 офицеров и унтер-офицеров, 1477 рядовых). Советскими трофеями стали 514 винтовок, 50 револьверов, 146 пулемётов, одно зенитное орудие, один миномёт.
Согласно польским источникам, советские потери составили более 800 человек убитыми, ранеными и пропавшими без вести.

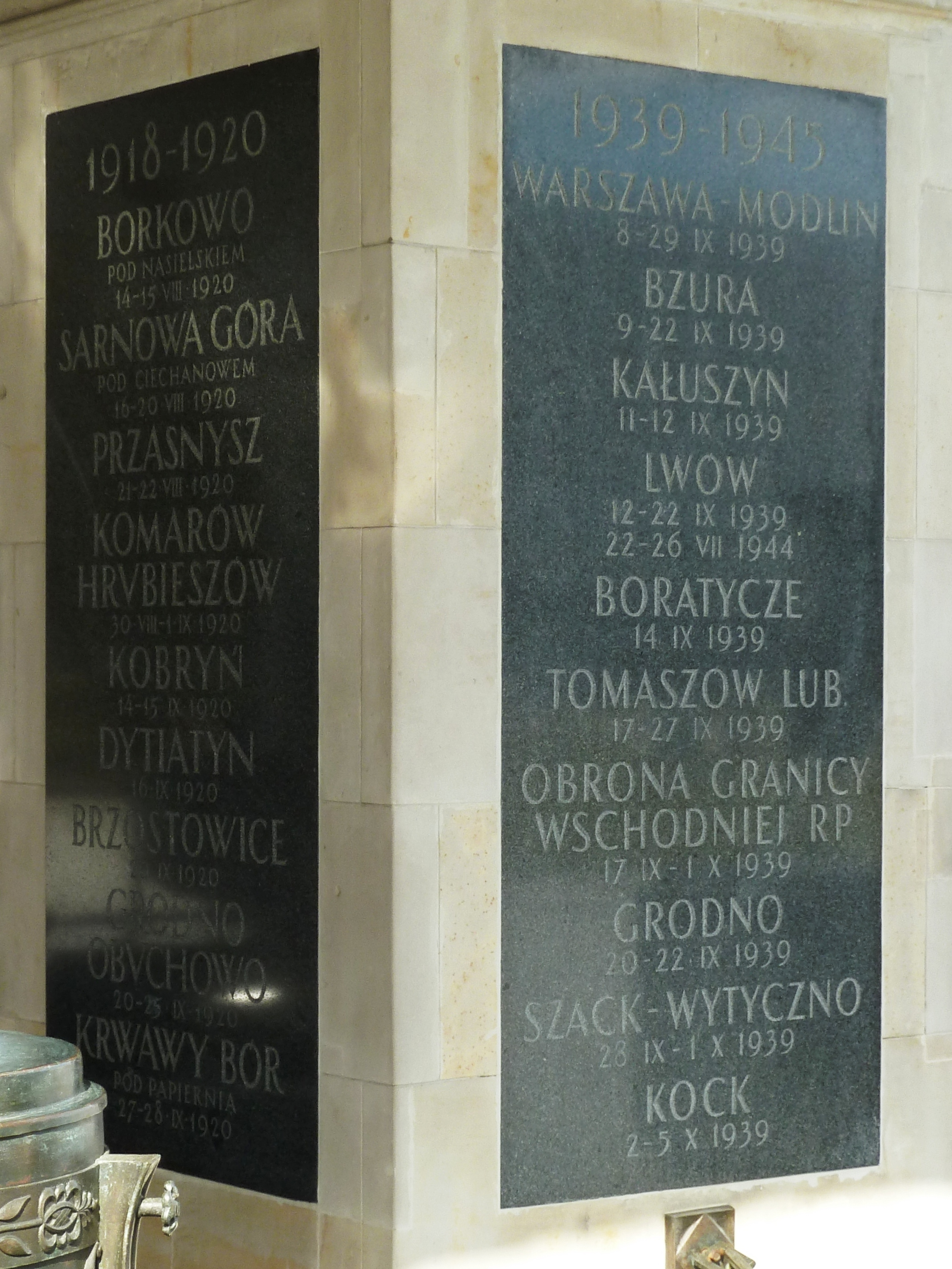
Могила Неизвестного Солдата в Варшаве: Grodno 20-22 IX 1939

По утверждению польской стороны, около 300 человек (защитников города, в том числе и командира корпуса Юзефа Ольшина-Вильчинского, и гражданских лиц) были расстреляны после боя. Большинство взятых в плен польских офицеров были расстреляны на месте. Также были убиты мирные жители, в основном в местах расположенных к востоку от зоопарка: Собачья Горка, в лесах под названием «Секрет» и «Кшижувка». Около 20 студентов защищающих Дом Стрельца были расстреляны на Собачьей Горке . Офицеры, вероятно из 77-го пехотного полка в Лиде, и ученики младших классов средней школы были расстреляны в лесу недалеко от Понемуна. Четверо польских солдат были расстреляны во дворе на улице Собеского. Их также расстреляли в садах на улицах Похуланка и Пшедмейской (около 30 солдат), под стеной францисканского монастыря, а офицеров перед военным госпиталем. Убийства студентов были также совершены на холме Бжезина близ Пышков под Гродно..
5-8 сентября 1993 г. возле бывшего имения Друцк были проведены эксгумационные работы по просьбе Совета охраны памяти борьбы и мученичества, в ходе которых были обнаружены останки 84 человек а в последующие дни были обнаружены останки 11 человек.